# 진먼 공항
진먼 공항(중국어 정체자: 金門航空站, 영어: Kinmen Airport)은 중화민국 진먼 현 진후 진에 있는 공항이다.

## 운항 노선

### 국내선
| 항공사     | 목적지                          |
| ---------- | ------------------------------- |
| 유니항공   | 타이베이 (쑹산), 타이중, 타이난 |
| 만다린항공 | 타이베이(쑹산), 타이중          |
| 에바항공   | 타이중, 타이베이 (쑹산)         |

## 같이 보기
- 중화민국 교통부 민용항공국
- 대만의 교통
- 대만의 공항 목록